# Ebblinghem
Ebblinghem település Franciaországban, Nord megyében. Lakosainak száma 658 fő (2022. január 1.). Ebblinghem Staple, Lynde és Renescure községekkel határos.

## Népesség
A település népességének változása:
| Lakosok száma | 660  | 674  | 689  | 673  | 666  | 658  | 660  | 658  | 658  |
|               | 2013 | 2015 | 2016 | 2017 | 2018 | 2019 | 2020 | 2021 | 2022 |